# Courants du judaïsme
 (novembre 2010).
Pour un article plus général, voir Judaïsme.

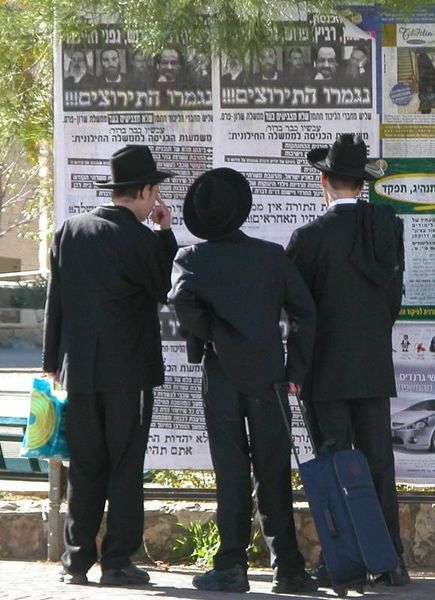
L'hébraïsme et le judaïsme

L'hébraïsme, à partir duquel se développa le judaïsme, naquit dans un peuple qui situait sa naissance lors de la sortie de l'Égypte pharaonique après des siècles d'asservissement, et attribuait cette libération à YHWH. Cependant, en dehors de ces principes, qui n'étaient pas vécus comme des spéculations théologiques abstraites mais des expériences historiques, sur lesquelles tout le monde s'accordait, le judaïsme ne fut jamais monolithique, engendrant des courants réunissant un nombre plus ou moins grand d'adeptes. 
Parmi les grandes lignes de clivage entre ces courants figurent les divergences d'interprétation du texte biblique, ainsi que le rapport à une tradition orale parallèle et supposée concomitante de la Torah, appelée la Torah orale. 
Dès l'Antiquité, les juifs de l'époque du Second temple de Jérusalem sont éclatés en de nombreuses « sectes ». Celles-ci disparaissent après l'unification interprétative réalisée par le Talmud entre le IIe siècle et le Ve siècle, le karaïsme restant le seul contestataire, de moins en moins influent, de cette interprétation.
Une nouvelle diversité apparaît au XIXe siècle en Europe, avec la remise en cause par le judaïsme réformé et ses différents courants de tout ou partie de l'interprétation talmudique de la Torah.
Les courants du judaïsme sont en principe distincts des subdivisions ethniques juives et des mouvements politiques juifs. Cependant, les interactions avec ceux-ci ne sont pas rares, et le rapport au sionisme engendre des interprétations théologiques fort différentes au sein des courants du judaïsme orthodoxe comme des mouvements non orthodoxes.

## Courants israélites
Après le retour des exilés de Babylone, les Israélites éclatent entre Judéens (Juifs) et Samaritains.
Ces derniers établissent un sanctuaire sur le mont Garizim et récusent la centralité de celui de Jérusalem. Ils ne sont, aux yeux des Judéens, pas des Israélites, mais des descendants de populations déportées par Sennacherib ayant mêlé leurs pratiques païennes aux coutumes et croyances locales.
Ils rejettent également les Livres des Prophètes, accusant Éli d'être à l'origine du schisme, ne reconnaissant de canonicité qu'à l'Hexateuque (Pentateuque et Livre de Josué). Ils établissent leurs propres Livres des Chroniques.
L'interprétation de la Torah que font les Juifs, ainsi que la Torah orale, ne sont pas davantage acceptés, bien que les Samaritains ne s'opposent pas à l'idée d'une tradition orale, et en possèdent une, qu'ils nomment le Memar Marqah.
De ce courant subsistent actuellement deux communautés totalisant, en 2019, 820 personnes à Holon et à Naplouse.

## Anciens courants du judaïsme
Le judaïsme de l'époque du Second Temple, qui fait suite à cette rupture est divisé en de nombreux groupes : outre les Sadducéens, Pharisiens, Esséniens, la Quatrième philosophie, mieux connus car décrits par l'historiographe juif Flavius Josèphe comme les « quatre grandes sectes », il faut ajouter :
- les Zélotes, au sujet desquels il y a débat pour savoir s'il faut les considérer comme étant les mêmes que les Sicaires. Les historiens se divisent aussi pour savoir s'ils sont issus de la Quatrième philosophie. De même, il y a débat pour savoir s'ils sont issus des Pharisiens, ou s'ils sont l'une des quatre branches d'Ésséniens, tout comme la Quatrième philosophie ainsi que le dit Hippolyte de Rome ;
- la ou les sectes des Minim, qui sont mentionnés par le Talmud comme un courant hérétique séditieux et identifiés par Jérôme aux Ébionites et aux Nazaréens[3], c'est-à-dire les premiers fidèles de Jésus ayant survécu à la répression de la Grande révolte juive et continuant à respecter les interdits alimentaires et la circoncision, comme les autres juifs ;
- celles décrites comme juives par Épiphane dans son Panarion, comprenant les deux sectes judéo-chrétiennes évoquées, mais aussi des mouvements précédant Jésus d'un siècle au moins, parmi lesquelles les nasaréens tout à fait distinct des nazôréens;
- au moins deux mouvements baptistes ;
  - le mouvement baptiste que les Pères de l'Église appellent les Elkasaïtes, un mouvement baptiste qui a reconnu Jésus comme Messie et qui est né en l'an 100 de l'autre côté de l'Euphrate, avant de se répandre aussi sur la rive est du Jourdain. Il s'agit probablement de la deuxième sorte d'ébionites dont parlent les Pères de l'Église, la première étant le mouvement créé directement par Jésus, connu sous le nom de Nazôréens (notzrim) ;
- les courants égyptiens, dont la communauté juive d'Éléphantine et la secte des Therapeutae pour lesquelles la seule source est le De Vita Contemplativa de Philon d'Alexandrie ;
- et enfin celles dont on ne connaît guère que le nom, comme les Hassidim, les Boéthusiens ou les Soferim, brièvement mentionnées dans des sources le plus souvent talmudiques.

Plusieurs facteurs expliquent cet émiettement :
- lorsque des Judéens reviennent à l'appel de Cyrus fonder un second Temple à Jérusalem, ils ne constituent qu'une minorité dans le judaïsme mondial. D'importants centres juifs prospèrent, principalement en Babylonie et en Égypte. Cette dernière a vu l'érection de deux Temples concurrents de celui de Jérusalem, le Temple de YWH à Éléphantine et celui d'Onias situé à Léontopolis, bien que Philon d'Alexandrie relate que, comme lui-même, beaucoup de Juifs y portent leurs sacrifices tout en maintenant un attachement au Temple de Jérusalem[4].
- la victoire des hasmonéens, après avoir (temporairement) affirmé l'indépendance du judaïsme vis-à-vis de l'hellénisme, fait naître un nouveau clivage lorsque les vainqueurs s'arrogent non seulement la fonction de Grand Prêtre, mais aussi celle de dirigeants de la nation, alors que selon le Tanakh, sont seuls habilités à ce rôle les gens de la maison de David.[réf. souhaitée] Les Sadducéens s'allient à la classe dirigeante, ce qui cause selon certains une sécession au sein de la maison de Saddok, aboutissant à la formation du courant essénien[5], tandis que les Pharisiens, initialement très favorables aux hasmonéens, se révoltent contre eux et subissent de lourdes persécutions.
- l'occupation romaine de la Judée suscite elle aussi la formation de nombreux courants, possédant pour la plupart une forte composante messianique. En effet, le joug romain suscite de nombreuses idées de révolte et la certitude que le rejeton de la lignée de David libérateur du peuple juif ne tardera pas à se manifester.

La secte des Sadducéens est la moins connue de toutes car elle n'a laissé aucun document derrière elle, si ce n'est un hypothétique Sefer Tzedoukkim dont le contenu est douteux. Les doctrines mises dans la bouche de Sadducéens dans le Talmud pourraient n'être que des prétextes à la réfutation de ces idées par les Sages, et leur description par Flavius Josèphe ne se fait que par comparaison symétrique avec les Pharisiens. Il s'agissait probablement d'une classe de prêtres, confiante en son rôle central et héréditaire dans le culte, se reposant sur l'autorité de la Lettre, c'est-à-dire la Torah et elle seule. 
Certains acceptent la Torah orale, d'autres non, certains courants acceptent des livres de la Bible que d'autres rejettent, certains professent l'éternité du monde quand d'autres sont créationnistes, certains professent l'immortalité de l'âme (pharisiens) que d'autres rejettent (sadducéens), certains courants se montrent ouverts aux convertis quand d'autres les rejettent, certains courants se montrent ouverts à la culture hellénistique (dominante dans le Moyen-Orient de l'époque), que d'autres se font un point d'honneur de refuser. 
Après la destruction du second Temple de Jérusalem en 70 de notre ère, ce judaïsme éclaté perd son autorité centrale. Le peuple juif perd aussi progressivement son État, réduit d'abord au statut de royaume vassal par les Romains, puis finalement supprimé pour devenir une simple province. Enfin, une nouvelle religion apparaît, le christianisme. Issu du judaïsme, le christianisme primitif met l'universalisme en avant. Les références au « peuple juif » et au « royaume de Juda » (dont le rétablissement était espéré par les Juifs) en disparaissent dès la fin du Ier siècle.
À la suite de la destruction du Second Temple, et devant la menace de dilution et d'oubli de la tradition, les Sages pharisiens décident de mettre la Torah orale par écrit, rompant ainsi avec un tabou ancien. le judaïsme pharisien s'impose, ainsi que sa lecture de la "Torah écrite" (dont elle a d'ailleurs fixé le canon) à travers le prisme de la Torah orale, tradition orale d'exégèse textuelle et légalistique reçue, selon la tradition pharisienne, de la bouche de Moïse lors du don de la Torah, et compilée sous forme des Talmuds babylonien et galiléen. Les principaux contestataires de l'époque du Temple, les Sadducéens, ainsi que le mouvement apparenté des Bœthusiens, s'étaient écroulés en même temps que cette institution sur laquelle se fondait toute leur autorité. 
Le rejet de cette Loi par les Samaritains (qui avaient développé leur propre tradition orale, le Memar) était tenu pour insignifiant. Si elle fut ignorée des communautés juives trop éloignées des centres d'enseignement et de diffusion de cette Loi, comme les Juifs de Chine, d'Éthiopie ou d'Inde, elle fut rapidement réapprise par les descendants de ceux-ci désireux de réintégrer le judaïsme. 
La seule opposition significative à l'hégémonie pharisienne sur l'orthopraxie, mais non sur l'orthodoxie, eut lieu au VIIIe siècle de l'ère commune et fut le fait d'un courant scripturaliste, le karaïsme, auquel auraient adhéré 10 % des Juifs du temps de son âge d'or entre le IXe et le Xe siècle. C'est également à la suite de cette dissidence interne que le judaïsme pharisien fut rebaptisé "rabbanite" ou "rabbinique", du nom de ces Sages, dont les jugements fixaient la conduite à tenir des générations ultérieures. Le karaïsme fut contré et son influence diminua progressivement, les Karaïtes ne représentant plus de nos jours que 0,2 % de la population juive totale.

## Courants du judaïsme actuels
Plusieurs dénominations se sont développées dans le judaïsme européen au XIXe siècle, plus particulièrement chez les juifs ashkénazes.
Aujourd'hui peu influents en Europe, ces courants sont surtout présents en Amérique du Nord. La communauté juive de ces pays est divisée en plusieurs dénominations religieuses distinctes. On les appelle plus couramment courants ou branches du judaïsme, le terme religious denomination ayant une connotation chrétienne assez marquée. En dépit des efforts de plusieurs de ces courants pour s'exporter en Israël, le phénomène est actuellement largement propre au judaïsme de la diaspora.
Les trois plus importants courants sont connus aux États-Unis sous le nom de judaïsme orthodoxe, judaïsme conservative appelé également judaïsme Massorti et judaïsme réformé.
Ils résultent de la Haskala, la traduction juive de la philosophie des lumières, originellement développée en Allemagne, mais furent largement façonnés par l'immigration des Juifs aux États-Unis.
En Europe, les puissants mouvements réformé allemand et Massorti furent fortement touchés par la Shoah, ses membres ayant été assassinés par le régime nazi ou ayant émigré aux États-Unis et en Israël. 
En Europe, le principal centre du mouvement réformé se trouve actuellement en Angleterre et, étant né de dissensions pratiques plutôt qu'idéologiques, prône une attitude plus proche du mouvement conservative que de son homonyme américain réformé. En Europe, le mouvement équivalent au mouvement conservative s'appelle le judaïsme Massorti. Il connaît un certain renouveau en Europe depuis les années 1980 et a créé des synagogues dans plusieurs pays européens (Angleterre, France, Hollande, Suède, Hongrie, Espagne, Allemagne... communautés  unies sous une fédération Massorti Europe et un Beith Din unifié)  
D'autres mouvements moins importants sont nés depuis, comme le mouvement reconstructionniste. 
Dans les années récentes, tous ces courants ont dû faire face au défi de l'assimilation, chacun proposant son attitude propre. 
Ces mouvements partagent une base commune : 
- Tous partagent des valeurs comme le tikkoun olam (un sens de responsabilité juif quant à la préservation, la réparation et l'amélioration de la marche du monde) et le klal Israël (un sentiment d'appartenance et de responsabilité envers la communauté juive universelle). Ces valeurs juives sont la base de la coopération et des interactions entre les différents mouvements.
- Tous reconnaissent la Torah, les autres écrits du Tanakh et, dans leur grande majorité, le Talmud comme centraux dans l'expérience juive. Toutefois, ils diffèrent dans leur approche de ces textes, depuis le fidéisme absolu jusqu'à un respect pour la valeur esthétique sans les considérer comme d'autorité absolue.

Ils diffèrent :
- dans le niveau d'observance et de pratique religieuse, c'est-à-dire d'adhésion et de pratique de la Halakha ;
- dans la méthodologie d'interprétation de celle-ci ;
- dans la souplesse par rapport à l'adaptation de celle-ci à la modernité ;
- dans leur approche du Talmud, depuis l'adhésion inconditionnelle à la distanciation en tant qu'œuvre respectable mais ancienne et inadaptée à l'époque ;
- par rapport à l'acception des conclusions de la critique biblique ;
- à la nature du Messie ou des temps messianiques ;
- à la tenue de leurs offices de prière, particulièrement la langue dans laquelle ils sont dirigés, les mouvements plus traditionnels favorisant l'hébreu et dans une moindre mesure l'araméen.

Les différences théologiques les plus importantes se produisent entre juifs orthodoxes et non orthodoxes, souvent appelés courants progressistes ou, au sens large, libéraux.